# عامر سليمان
عامر سليمان (1931-2011)، مؤرخ وأثاري وأكاديمي عراقي، حصل عل شهادة البكالوريوس في الاثار من كلية الاداب جامعة الموصل عام 1957 بتفوق وابتعث لينال شهادة الدكتوراه في الاثار من جامعة هايد لبرك في ألمانيا عام 1966 . يعتبر الدكتور عامر سليمان اخر عمالقة علماء الاشوريات العراقيين من جيل الرواد، امتاز بعلميته وبعراقيته الصميمة وبدماثة اخلاقه.

## اوسمة وتكريم
حصل على وسام المؤرخ العربي عام من اتحاد المؤرخين العرب عام 1986 وحصل على جائزة العلامة طه باقر للابداع الاثاري في دورتها الأولى عام 2012 عن مجمل أعماله كأفضل اثاري رائد وهي ارفع جائزة رسمية للعاملين في حقل العمل الاثري في العراق تمنحها وزارة السياحة والاثار العراقية، الهيئة العامة للاثار والتراث، دائرة الدراسات والبحوث.

## سيرته
كانت سنوات الحصار التي جعلت العقل العراقي الجماعي سهلاً للخرافة والشَّعوذة، والسُّلطة الغاشمة التي لا تملك سوى التَّدمير، فإن عمرت يوماً خربت عاماً، دفعا قمةً مثل فوزي رشيد إلى ترك بلاده ومادة علمه ودراساته، فإن ما سمَّي بالرَّبيع العربي عاد به ثانية إلى بلاده ليموت بعد أُسبوع مِن وصله، بعدما اغترب في ليبيا وتونس. هذا ما كتبه الوفي جعفر عبد المهدي صاحب في رحيل العلامة رشيد.

## أعماله
من أهم ما كتب كتابيه قواعد اللغة السومرية 1972 وقواعد اللغة الاكدية 1988 وهما من أهم كتبه في مجال اختصاصه الدقيق وهو اللغات العراقية القديمة كذلك كتب فوزي رشيد عن ظهور القوانين في هذه البلاد قبل غيرها قائلاً: «لا شيء ظهر أو سيظهر في هذا الكون الفسيح، أو في حياتنا نحن البشر، ما لم يكن له سبب، ولذلك لابد لنا، قبل أن نتحدث عن القوانين العِراقية القديمة، أن نبين أولاً السَّبب المباشر الذي أدى إلى ظهور المجتمع الكبير، ومِن ثم القانون في حياة سكان بلاد وادي الرَّافدين» (القوانين في العِراق القديم).
أما السَّبب المباشر الذي يراه علامتنا وكان وراء ظهور القانون في بلاد العِراق فيحدده بالسَّفينة الشَّراعية، يعتقد أن هذه السَّفينة قد أحدثت انقلاباً كبيراً في الحياة الاقتصادية، وأن باختراع هذه الواسطة توسعت الأسواق وتعددت المواد المتبادلة، ومنها توسع مفهوم الربح والكسب في تبادل مواد ما كانت الحيوانات قادرة على نقلها بين البلدان.
فهي واسعة الحجم وقليلة التكاليف وتصل إلى مسافات أبعد، ولما ازداد عدد السُّفن الشِّراعية وتوسعت صناعتها صارت لها موانئ ترسو فيها، وأماكن لتصلحيها، وبهذا تحولت القرية إلى مدينة. بلا شك تحتاج حياة المدينة إلى قوانين تُنظم حياة أهلها وتضبط تبادلهم التِّجاري. وبذلك يكون القانون، مثلما كتب فوزي رشيد، هو «الوليد الذي أنجبته المدينة عند ظهورها ونموها في النِّصف الثَّاني مِن الألف الرَّابع قبل الميلاد. وبهذا التشبيه للقانون، أي أنه وليد المدينة» (القوانين في العِراق القديم).
قال جعفر عبد المهدي صاحب كشاهد عيان في عِلم فوزي رشيد: «الذي ادهشني بهذا العالم أنه يصحح أرقام مواد شريعة حمورابي عن ظهر قلب، ففي يوم مِن الأيام كنت أقرأ عليه نصا من شريعة حمورابي فأخطأت في رقم المادة فنهض من كرسيه مصححا الرقم» (جعفر عبد المهدي صاحب، رحيل العلامة فوزي رشيد، موقع الحوار المتمدن).

## ذكراه
قال: «في ما يخص الأستاذ عامر سليمان فإن احترامي له يجب أن يكون أكبر مِن احترام بقية الطَّلبة، الذين درسوا على يديه، لأنه لم يك أستاذي في كلية الآداب فقط، بل كان مديري في الوقت نفسه، وعلاوة على ذلك فقد كان له الفضل الكبير في حصولي على البعثة لدراسة اللغات القديمة في جامعة هايدلبرغ في ألمانيا الغربية، ولهذا فإن مكانة الأستاذ عامر سليمان بالنِّسبة إلي لا يكفيها أن يحل اسمه محل اسم والدي» (تقي الدباغ).